# Bruntinge
Bruntinge is een buurtschap in de provincie Drenthe, behorend tot de gemeente Midden-Drenthe. De buurtschap is gelegen in een bocht van de provinciale weg N374, de weg van Hoogeveen naar Westerbork.
Tot de gemeentelijke herindeling van 1998 viel Bruntinge onder de gemeente Westerbork. Sindsdien maakt ze deel uit van de Gemeente Midden-Drenthe.
Aan de noordzijde van Bruntinge ligt de Bruntingeresch en aan de zuidzijde de Bruntingerweiden. De laatste jaren heeft er veel natuurontwikkeling plaatsgevonden, met name in het gebied ten noorden van de Bruntingeresch. Samen met de wat grotere kernen Mantinge, Balinge en Garminge wordt het gebied ook wel aangeduid met de Broekstreek.
Het aantal inwoners van het dorp per 1 januari 2023 is onbekend, omdat het CBS de BAG-woonplaats "Bruntinge", niet als zodanig afgebakende wijk/buurt heeft ingedeeld. Voor het CBS maakt de BAG-woonplaats Bruntinge onderdeel uit van de buurt "	Verspreide huizen de Broekstreek", welke een veel groter gebied omvat dan enkel de plaats Bruntinge.

## Geschiedenis
Hoe oud het gehuchtje is, is niet precies bekend, maar waarschijnlijk was er in dit gebied al in de 12e eeuw sprake van bewoning. De naam Bruntinge is een van de vele plaatsnamen die eindigen op ing(e). Ook de plaatsen Mantinge, Garminge en Balinge kennen dit. Volgens de Drentse encyclopedie zijn deze plaatsnamen voortgekomen uit de namen van boerderijen die daar gelegen waren. De naam Bruntinge is dan ontstaan uit de (boerderij van) Brunt. De naam Bruntinge staat in stukken van 1516 vermeld als to Bruntinghe. In 1850 als Brunting.
In Bruntinge staan heden ten dage nog slechts twee oude Saksische boerderijen. Er stond nog een derde, maar deze is in 1969 afgebroken en herbouwd in het museumdorp Orvelte. Deze is daar bekend onder de naam Bruntingerhof. Deze boerderij dateert uit de 17e eeuw en is de laatste boerderij van het type “lös hoes” in Drenthe.
In april 1965 werden de bewoners van Bruntinge aangesloten op elektriciteit, als laatsten van Nederland.

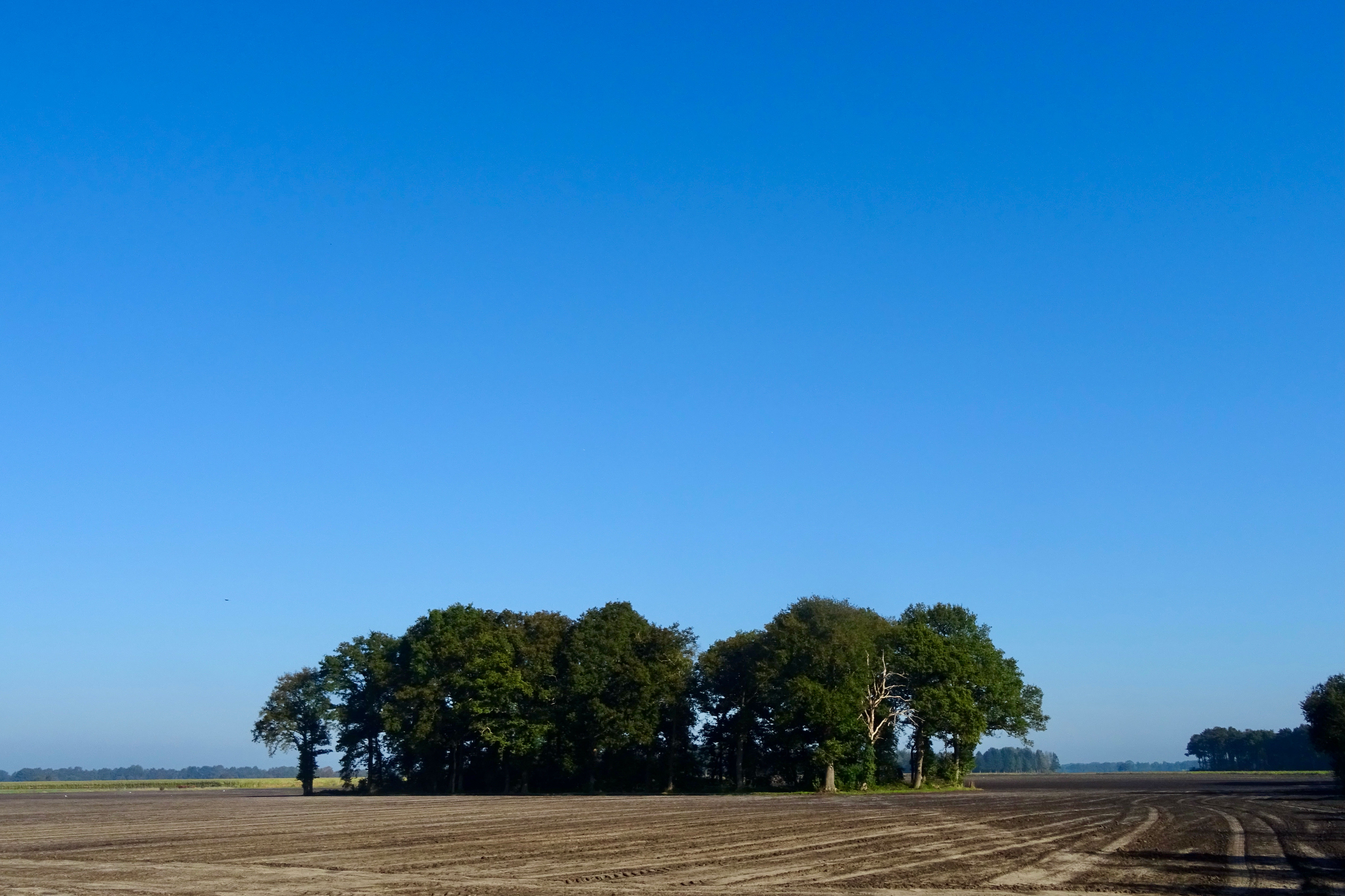
Bruntingeresch
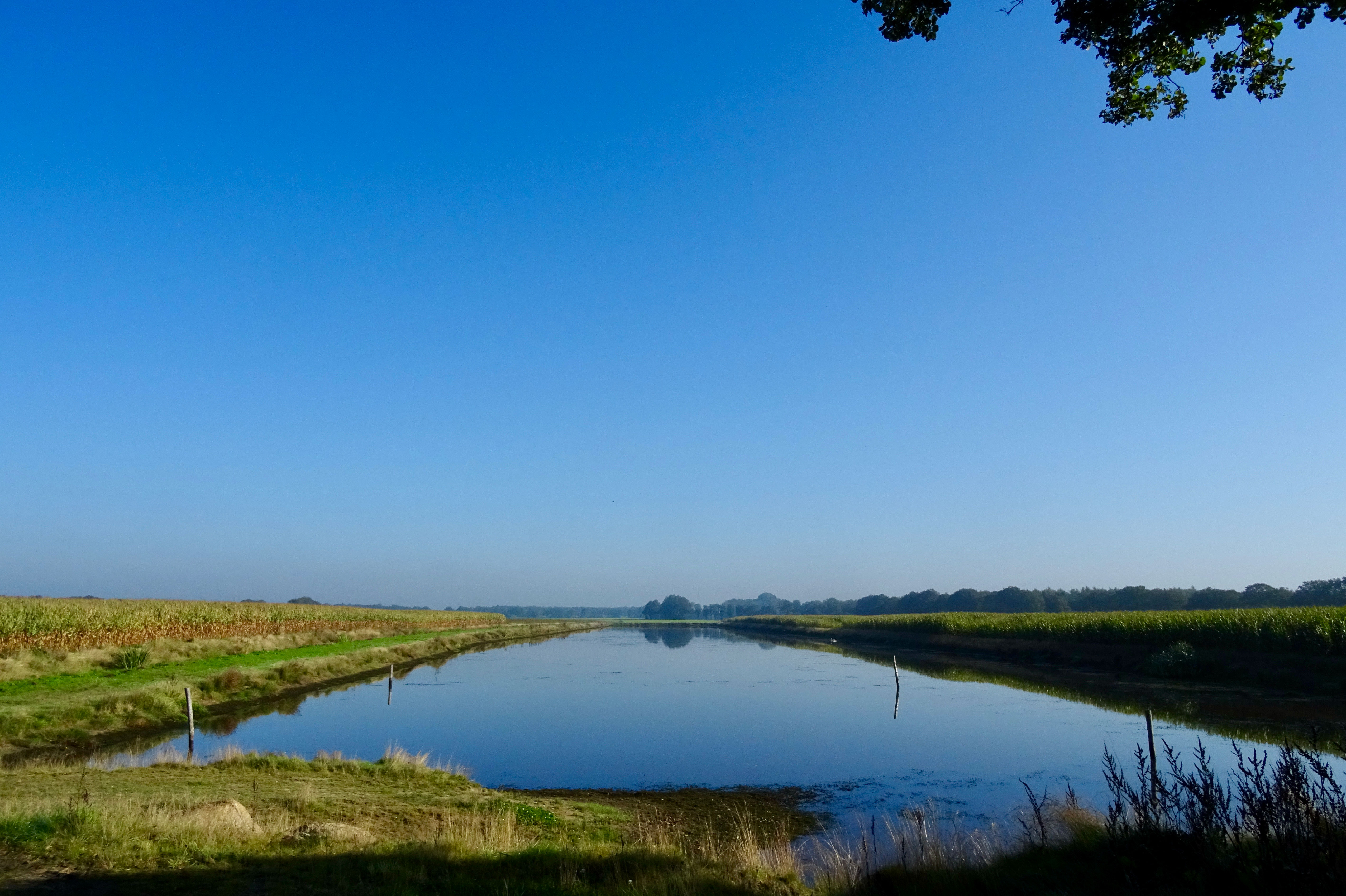
Bruntinger binnenveld